# Všesulov
Všesulov település Csehországban, Rakovníki járásban. Všesulov Čistá, Šípy, Krakov és Zavidov településekkel határos. Lakosainak száma 106 fő (2024. január 1.).

## Népesség
A település lakosságának változását az alábbi diagram mutatja:
| Lakosok száma | 271  | 257  | 307  | 191  | 100  | 133  | 143  | 133  | 99   | 106  |
|               | 1869 | 1900 | 1921 | 1961 | 1980 | 2011 | 2016 | 2019 | 2021 | 2024 |